# Kees van Rooij
C.H.C. (Kees) van Rooij (Gemert, 3 november 1959) is een Nederlandse bestuurder en CDA-politicus. Sinds 6 december 2017 is hij burgemeester van Meierijstad.

## Biografie
Van Rooij studeerde af als landbouwkundig ingenieur in Wageningen. Tot 2003 was hij algemeen directeur van de Limburgse Land- en Tuinbouwbond (LLTB). Daarnaast was hij directielid van de Grondexploitatiemaatschappij Californië in Horst. Tot 2005 was hij algemeen secretaris van het MKB Limburg. 
Van 1 oktober 2005 tot 1 januari 2010 was Van Rooij burgemeester van de gemeente Horst aan de Maas. In de periode van de gemeentefusie op 1 januari 2010 van Horst aan de Maas met de gemeente Sevenum en een deel van de gemeente Meerlo-Wanssum, was hij van 1 januari 2010 tot 3 mei 2010 waarnemend burgemeester aldaar. Vanaf 3 mei 2010 was hij opnieuw burgemeester van Horst aan de Maas.
Op 27 september 2017 werd Van Rooij door de gemeenteraad van Meierijstad voorgedragen om daar de burgemeester te worden. Op 3 november 2017 heeft de ministerraad de voordracht overgenomen om hem middels koninklijk besluit te laten benoemen per 6 december 2017. Daarnaast is hij sinds 2016 voorzitter van de Nederlandse Tuinbouwraad.
Van Rooij is getrouwd en heeft drie kinderen. Hij is geboren in Gemert. Hij woonde in Horst en verhuisde in 2018 naar Veghel.